# تراموا پلاوئن
تراموا پلاوئن (آلمانی: Straßenbahnnetz Plauen) سیستم تراموا در شهر پلاوئن، آلمان است.
این تراموا که در سال ۱۸۹۴ تأسیس شده دارای ۵ خط، ۴۰ ایستگاه و ۳۰٫۱ کیلومتر طول می‌باشد.

## نگارخانه

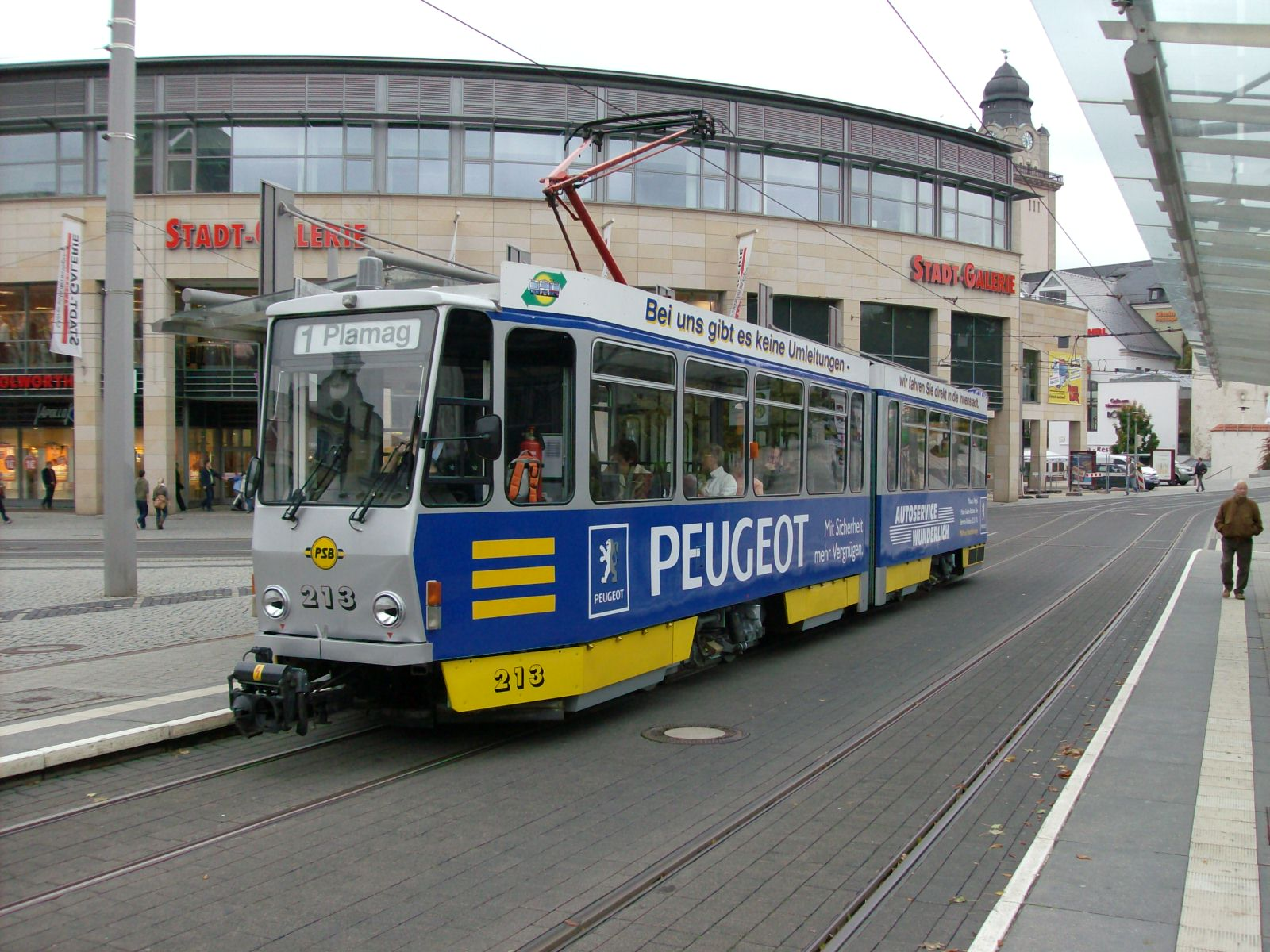
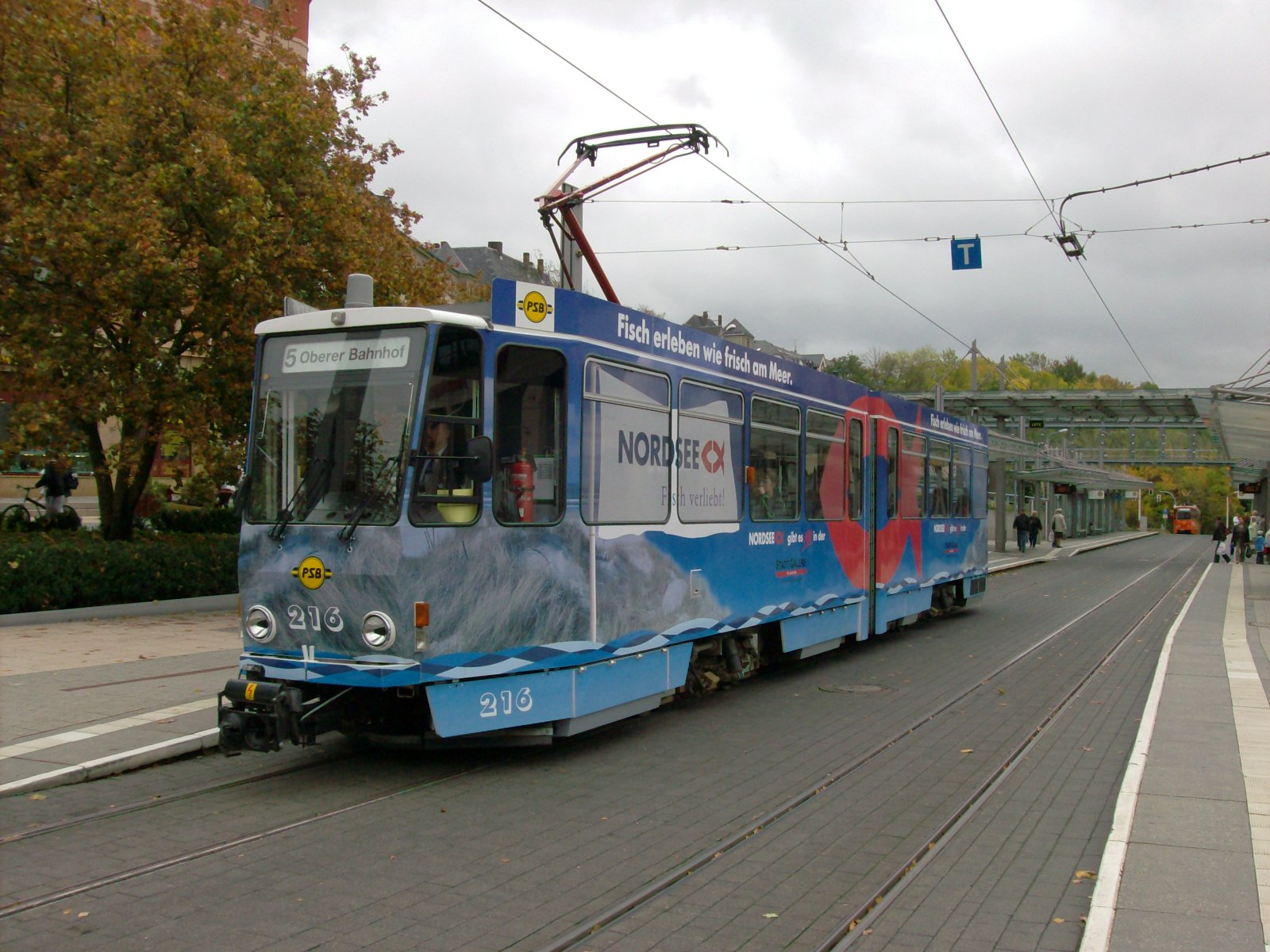
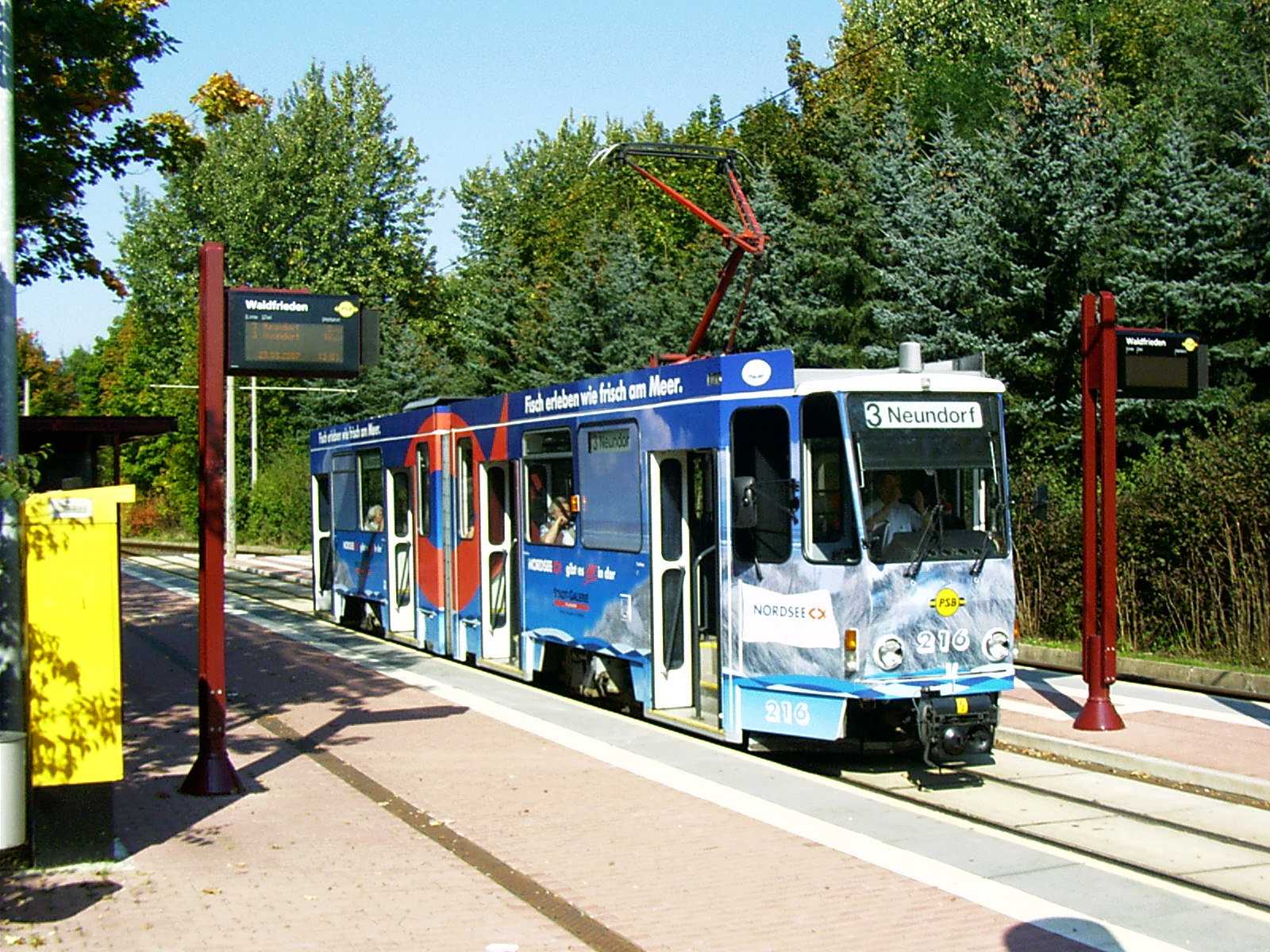
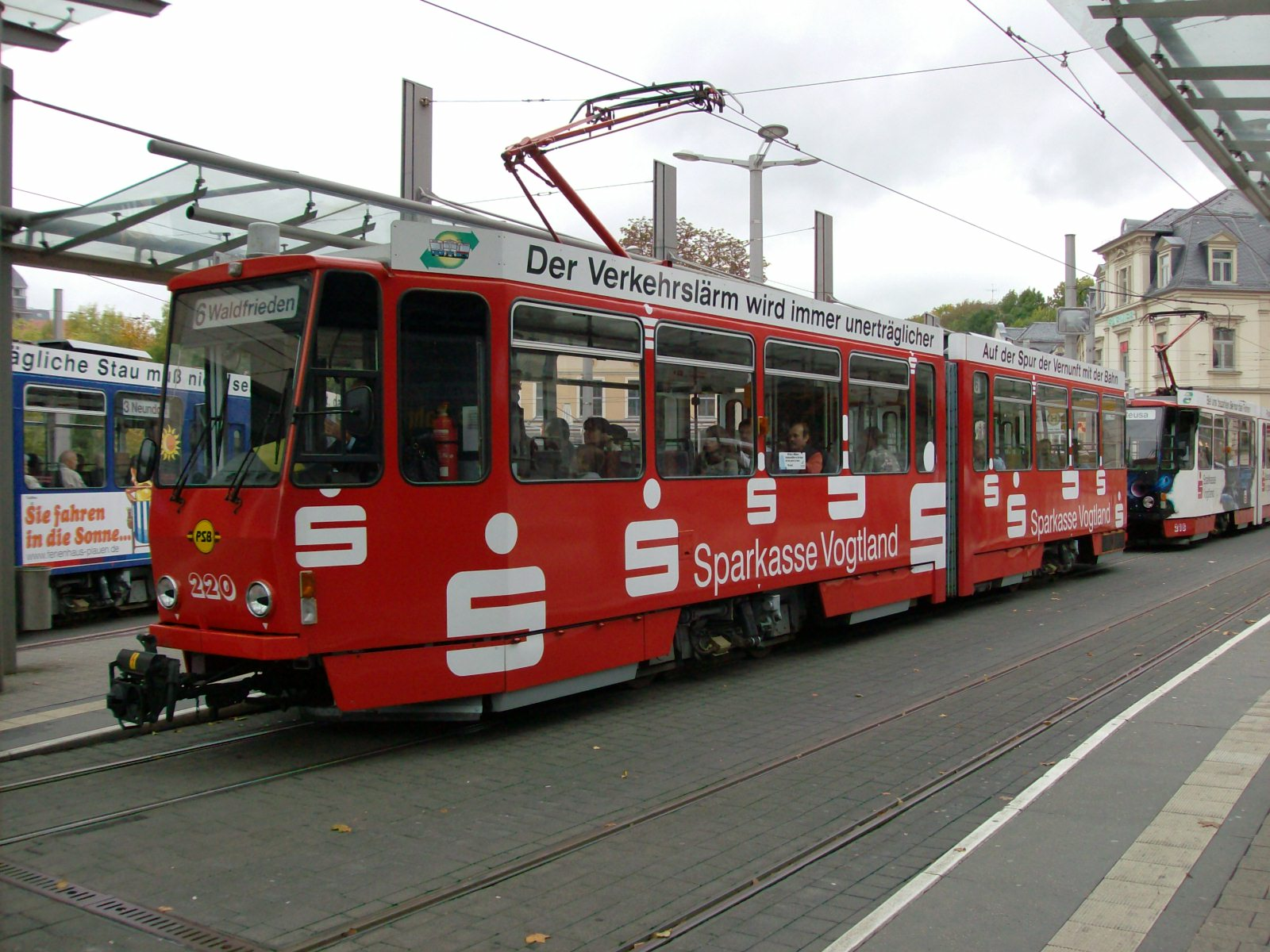
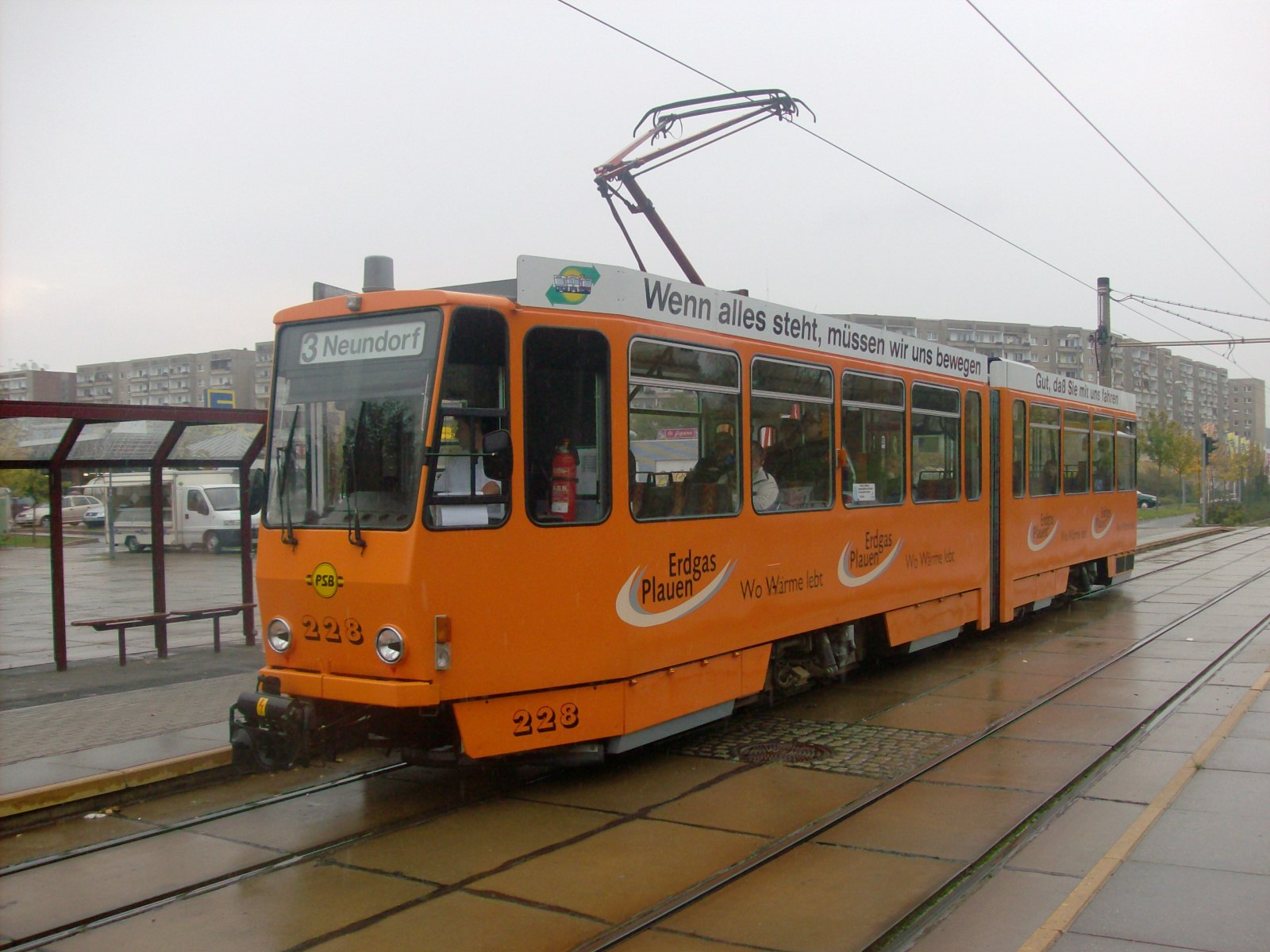